# Appml
Ne doit pas être confondu avec APML.
Le langage balisé AppML (Application Markup Language) est un langage de description d'application Web, inventé et promu temporairement par les propriétaires du site Web W3Schools. Le langage AppML est conforme aux règles syntaxiques XML. En septembre 2007 ce langage a été abandonné par ses créateurs sans avertissements ni explications. Il fut disponible à nouveau en 2015 et a été abandonné une seconde fois.

## Brève description
- AppML utilise XML pour décrire des applications Internet
- Les applications AppML sont auto-descriptives
- AppML est un langage déclaratif
- AppML est indépendant des systèmes d'exploitation
- AppML utilise la technologie asynchrone AJAX
- AppML est Open Source
- AppML est un langage créé et développé par l'équipe du site Web W3Schools

## Comment créer une application avec AppML?
1. Décrire les éléments de l'application avec AppML (style/conformité XML)
2. Sauvegarder le fichier XML sur un serveur Web.
3. Lier le fichier à un service Web AppML.
4. Pour modifier l'application par la suite, il suffit de changer le contenu du fichier XML et de le sauvegarder, le service Web fera le reste.

## Exemple de code AppML
```
  
<appml>

    
<title>
CUSTOMERS
</title>

    
<database>

      
<connection>
northwind
</connection>

      
<keyfield
 
type=
"text"
>
customerid
</keyfield>

      
<maintable>
customers
</maintable>

      
<sql>
Select
 
CompanyName,
 
City,
 
Country
 
from
 
Customers
</sql>

    
</database>

    
<filters>

      
<query>

        
<field>
CompanyName
</field>

      
</query>

    
</filters>

    
<htmlform
 
/>

    
<htmllist
 
/>

    
<htmlreport
 
/>

  
</appml>

```

## Caractéristiques énoncées au départ pour la réalisation de AppML
- AppML doit fonctionner sur Internet (interface accessible sur par fureteur)
- AppML doit utiliser des standards Internet seulement
- AppML doit être indépendant de systèmes d'exploitation
- AppML doit être conforme aux règles de syntaxes XML et compatible avec le langage XHTML
- AppML doit supporter différents besoins standards pour les applications (base de données, interface, etc.)
- AppML doit être auto-descriptif
- une application AppML doit être facile à réaliser
- une application AppML doit être facile à entretenir (mise à jour, ajouts, etc.)
- une application AppML doit être facile à modifier
- une application AppML doit s'adapter facilement aux changements technologiques (donc doit être souple et modulaire)